# Gabriel Menino
Gabriel Vinicius Menino (ur. 29 września 2000 w Morungabie) – brazylijski piłkarz występujący na pozycji środkowego pomocnika, od 2020 roku zawodnik Palmeiras.